# Penicillium novae-zeelandiae
Penicillium novae-zeelandiae är en svampart som beskrevs av J.F.H. Beyma 1940. Penicillium novae-zeelandiae ingår i släktet Penicillium och familjen Trichocomaceae.   Inga underarter finns listade i Catalogue of Life.